# Sovata
Sovata (maďarsky Szováta) je lázeňské město v Rumunsku v župě Mureș. Nachází se v Sedmihradsku u břehu řeky Târnava Mică (levostranný přítok řeky Mureș), asi 49 km východně od města Târgu Mureș, 114 km severozápadně od Brašova a asi 314 km severozápadně od Bukurešti. V roce 2011 žilo ve městě 10 385 obyvatel, z nichž naprostou většinu tvoří Maďaři.
Sovata je známá zejména jako rozsáhlé lázeňské středisko díky v Evropě unikátnímu slanému heliotermálnímu jezeru Ursu. Voda v jezeře má terapeutické účinky pro chronické gynekologické příznaky, silné revmatické bolesti, periferní nervový systém a poúrazová motorická onemocnění. Jezero vzniklo v roce 1875 díky geologickým dějům, a díky němu se Sovata na konci 19. století stala jednou z nejznámějších rumunských lázní, a byla několikrát v meziválečném období navštívena i rumunskou královskou rodinou. Kromě Ursu se zde ještě nacházejí slaná jezera Roșu, Verde, Aluniș, Mierlei, Paraschiva a Tineretului.
V Sovatě se rovněž kvůli zdejšímu náboženskému rozkolu nachází velké množství kostelů, mezi něž patří: římskokatolický kostel svatého Ladislava, římskokatolický kostel Povýšení Svatého Kříže, pravoslavný kostel Nanebevzetí Panny Marie, pravoslavný kostel Proměnění Páně, pravoslavný kostel svatého Mikuláše a protestantský unitářský kostel. Městem prochází hlavní silnice DN13A a vedlejší silnice DN13D. 